# Äldres sexualitet
| Äldres sexualitet |
| --- |
| Utbyte av ömhetsbetygelser mellan pensionärer på ett äldreboende. - Betydelse – sexualiteten hos äldre - Innebörd – fortsättning på den vuxnes sexualitet, successivt förändrad beroende på kroppslig utveckling och hälsa - Utmaningar – samhälleligt tabu, begränsad rörlighet, dålig beredskap på äldreboenden |

Äldres sexualitet handlar om sexualitetens roll hos äldre människor – ibland definierat som personer från 60 års ålder. Alla människor är på något sätt sexuella varelser, och sexualiteten försvinner inte från individen i en viss ålder. I samhället fokuseras mycket av uppmärksamheten i medier kring unga eller fertila människor, vilket gör att sexualiteten hos äldre personer ofta glöms av eller uppfattas som tabu.
Sexualiteten för äldre har inga uppenbara skillnader jämfört med för yngre personer. Det kan handla om tankar, onani, beröring, stimulans av erogena zoner och samlag på sätt som passar individerna. Med mer begränsad rörlighet kan sexuell samvaro för äldre behöva anpassas efter deras förmågor. Samtidigt kan den samlade livserfarenheten hos äldre personer göra sexuell samvaro mindre laddad och osäker. Nuförtiden ses sexualitet hos äldre som en hälsofråga som påverkar individens självkänsla och välmående.
I bland annat Sverige har äldre på senare år visat sig vara mer sexuellt aktiva än tidigare. Medan undersökningar på 1970-talet angav att endast 12 procent av kvinnor och 47 procent av män i början av 70-årsåldern då var sexuellt aktiva, hade siffran till år 2000 ökat till 34 procent av kvinnorna och 66 procent av männen. 2020 visade siffror att 50 procent av 75-åriga svenska kvinnor och 70 procent av de jämnåriga männen fortfarande var sexuellt aktiva. En undersökning presenterad i RFSU:s tidning Ottar visade att nio av tio personer över 70 års ålder 2017 hade en positiv inställning till sex; 30 år tidigare var den siffran sju av tio.
På äldreboenden finns inte alltid sängar som är breda nog för att tillåta två personer att dela säng. Detta kan vara ett hinder för äldre personer att få möjlighet att uttrycka sin sexualitet tillsammans med andra.